# 河根村
河根村（かねむら）は、和歌山県伊都郡にあった村。現在の九度山町の東半にあたる。

## 地理
- 山岳：雪池山、楊柳山
- 河川：丹生川、三尾川

## 歴史
- 1889年（明治22年）4月1日 - 町村制の施行により、河根村・東郷村・北又村・市平村・丹生川村の区域をもって発足。
- 1955年（昭和30年）3月31日 - 九度山町と合併し、改めて九度山町が発足。同日河根村廃止。